# Dansende Huis
Het Dansende Huis (Tsjechisch: Tančící dům) is de bijnaam van een deconstructivistisch kantoorgebouw in de Nieuwe Stad van de Tsjechische hoofdstad Praag. Het gebouw werd ontworpen door de Tsjechische architect Vlado Milunić, samen met de Canadese architect Frank Gehry. Het gebouw staat op een opvallende plaats aan de rivier de Moldau, waar voordien een gebouw had gestaan dat tijdens de Tweede Wereldoorlog werd vernietigd. De bouw van het Dansende Huis begon in 1994 en werd afgerond in 1996. Het gebouw is in eigendom van de ING.
Het moderne ontwerp van het gebouw was erg controversieel tijdens de bouw. De Tsjechische president Václav Havel, die lange tijd naast de plaats woonde waar nu het Dansende Huis staat, was wel een voorstander van het gebouw. Hij hoopte dat het gebouw een centrum van culturele activiteiten zou worden.
De oorspronkelijke naam van het pand was Ginger en Fred, genoemd naar de dansers Ginger Rogers en Fred Astaire. Deze naam was gekozen omdat het gebouw op een paar dansers leek; hier is uiteindelijk ook de huidige naam van afgeleid.